# 스타라이트 스타디움

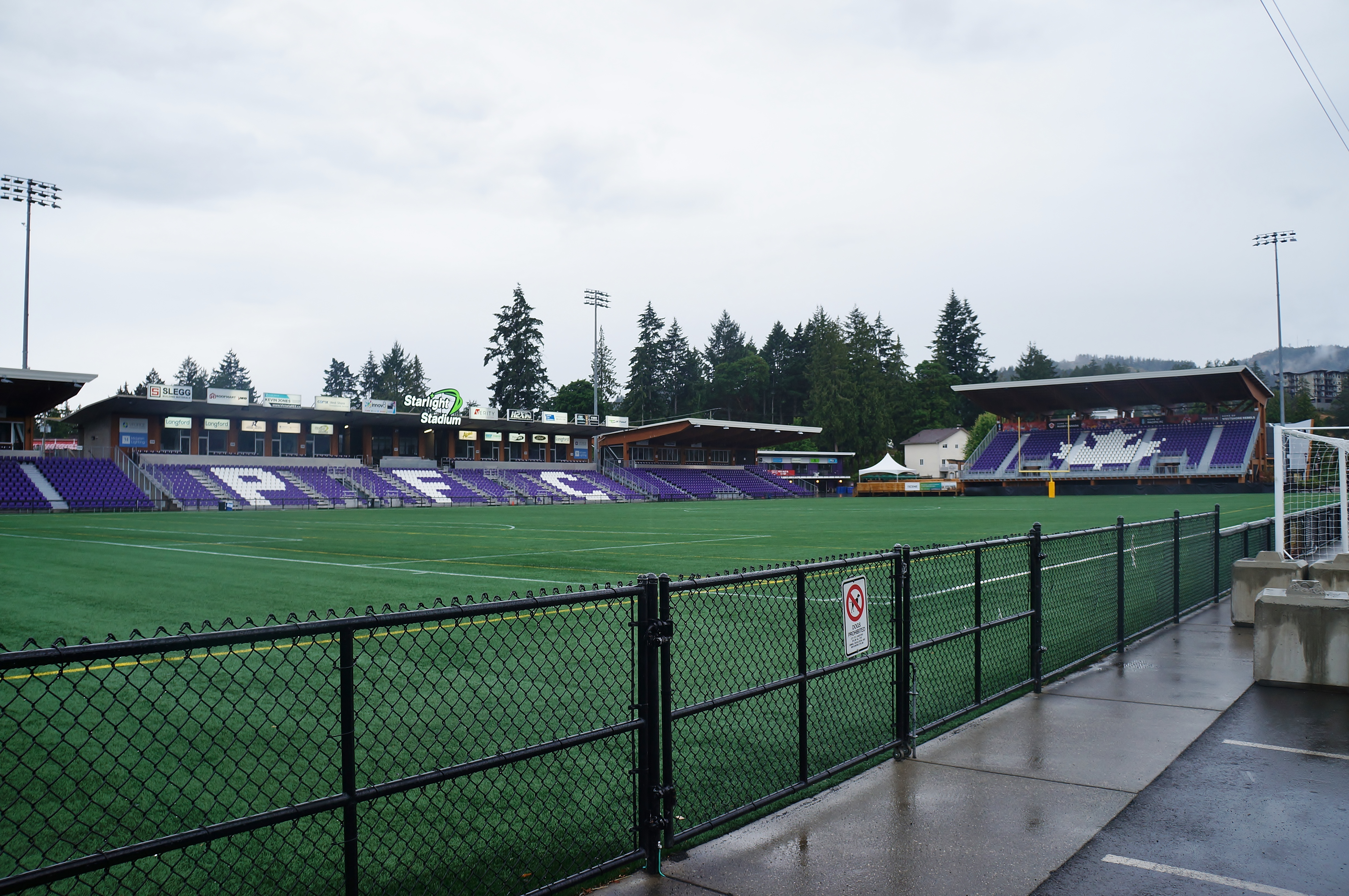
Starlight Stadium(스타라이트 스타디움)

스타라이트 스타디움(Starlight Stadium)은 미국 브리티시 컬럼비아주 랭포드에 위치한 다목적 경기장이다. 이전 이름은 웨스트힐스 스타디움(Westhills Stadium)이다. 캐나다 프리미어리그의 퍼시픽 FC( Pacific FC), 럭비 캐나다(Rugby Canada), 웨스트쇼어 레블스 주니어 캐나다 축구팀(Westshore Rebels junior Canadian)이 사용한다. 국제적인 맥락에서 가장 주목할 만한 용도는 캐나다 여자 7인조 럭비 국가대표팀의 월드 럭비 여자 7인조 시리즈 경기장으로 사용된다. 2009년부터 2013년까지 캐나다 럭비 챔피언십의 BC 베어스(BC Bears), 2009년부터 2011년까지 빅토리아 하이랜더스( Victoria Highlanders)  축구팀을 이끌었다.
2019년에 확장되기 전까지 1,600개의 상설 좌석이 있었다. 주 경기장은 6천명을 수용할 수 있으며, 10개의 클럽 박스/기업 스위트룸, 4개의 탈의실, 임원실, 구내, 창고, 공용 화장실이 있다. 축구, 축구, 럭비 경기를 수용할 수 있는 FIFA 2-Star와 월드 럭비 규격으로 만들어졌다.

## 보조필드
서쪽으로 약 100미터(330피트) 떨어진 곳에 1,500명을 수용할 수 있는 Goudy Field 라는 두 번째 인조 잔디밭이 있다. 이 두 번째 풀 사이즈 필드는 또한 FIFA 2스타 등급이며 캐나다 럭비 협회 축구 코드를 수용할 수 있다.
이 두 번째 풀 사이즈 필드는 또한 FIFA 2스타 등급이며 캐나다 럭비 협회 축구 코드를 수용할 수 있다.